# Mur rouge (politique britannique)
 (signalé en mai 2025).
Si vous disposez d'ouvrages ou d'articles de référence ou si vous connaissez des sites web de qualité traitant du thème abordé ici, merci de compléter l'article en donnant les références utiles à sa vérifiabilité et en les liant à la section « Notes et références ».
- Archive Wikiwix
- Bing
- Cairn
- DuckDuckGo
- E. Universalis
- Gallica
- Google
- G. Books
- G. News
- G. Scholar
- Persée
- Qwant
- (zh) Baidu
- (ru) Yandex
- (wd) trouver des œuvres sur Wikidata

Les résultats des élections générales de 2017 et de 2019 montrant le soutien au Parti travailliste (en rouge) dans les Midlands de l'Ouest, le Lancashire, le Yorkshire de l'Ouest et l'Angleterre du Nord-Est.

Carte des résultats des élections générales de 2017 montrant le mur rouge.

Le mur rouge (red wall en anglais) est un terme utilisé en politique au Royaume-Uni pour désigner les circonscriptions électorales des Midlands et du Nord de l'Angleterre historiquement favorables au parti travailliste.